# Eduard Friedrich Poeppig
Eduard Friedrich Poeppig (nacido Pöppig; 16 de julio de 1798, Plauen-4 de septiembre de 1868, Wahren) fue un zoólogo, botánico, geógrafo, explorador y uno de los investigadores más importantes del Nuevo Mundo del siglo XIX. Su abreviatura oficial de autor botánico es Poepp.
Eduard Friedrich Poeppig realizó investigaciones en América desde 1822 hasta 1832, concretamente en Cuba, en los Estados Unidos, en Chile, Perú y Brasil, cruzó los Andes y recorrió toda la Amazonía. De vuelta en Leipzig, se convirtió en profesor de zoología y sentó las bases para las colecciones de ciencias naturales de la Universidad de Leipzig. Su informe desde América es uno de los diarios de viaje literarios más importantes del siglo XIX. El foco principal de su actividad de coleccionismo fueron los objetos naturales, pero también etnográficos.

## Biografía

### Primeros años y educación
Eduard Friedrich Poeppig provenía de una familia de comerciantes de Plauener y Leipzig. Asistió primero al Thomasschule zu Leipzig y de 1810 a 1815 al Gymnasium St. Augustin, donde se graduó un año antes como un estudiante particularmente talentoso. Luego estudió medicina y ciencias naturales en la Universidad de Leipzig desde 1815 hasta 1822, donde fue su maestro el botánico Christian Friedrich Schwägrichen. Schwägrichen, que se convertiría en director del Jardín Botánico de Leipzig en 1826, soñaba con un viaje de investigación a América, que nunca se materializó. Los viajes de coleccionismo, de los que se sabe poco, llevaron a Poeppig principalmente a pie por Renania, Austria, Hungría y Francia hasta los Pirineos. Un "modelo" para tales caminatas fueron las del escritor Johann Gottfried Seume, también de Sajonia y (involuntariamente) en América, que había caminado de Grimma a Siracusa y de regreso en unos pocos meses (cf. Spaziergang nach Syrakus, 1803).

### Viaje por América
El viaje de diez años de Poeppig a América tiene claras peculiaridades en cuanto a organización, secuencia y ejecución:
- Como uno de los primeros en la historia del descubrimiento, el viaje no fue un viaje de orden soberano (estatal o dinástico), sino que fue financiado por la burguesía científicamente interesada a través de la venta de la historia natural. Con este fin, la Sociedad de Ciencias Naturales de Leipzig, fundada en 1818, emitió acciones y organizó la venta de historia natural. El Naturforschende Gesellschaft estableció colecciones, una biblioteca y círculos de lectura (con un enfoque en América), Poeppig era responsable ante él y sus informes se leían con regularidad. El interés en el viaje fue alimentado por los informes de viaje regulares en los periódicos alemanes.

- El viaje de Poeppig fue una sucesión de viajes individuales, que se vio repetidamente interrumpido por momentos en los que Poeppig (como médico de plantación o maestro) tenía que ganar dinero. Una consecuencia de esta desafortunada circunstancia fue un conocimiento extraordinariamente preciso del país.

- Como científico, Poeppig estaba "solo", es decir, solo con ayudantes locales, en su mayoría indios (a menudo remeros), que cambiaban constantemente. (El hecho de que se diga que Poeppig viajó solo por el Amazonas es una leyenda que también es técnicamente imposible de llevar a cabo). Solo realizaba excursiones de coleccionismo acompañado de su perro, se describía a sí mismo como el “solitario” y se sentía a merced de la población indígena.

El propósito del viaje "era recolectar tantos objetos históricos naturales como fuera posible".
Poeppig investigó y recolectó animales y plantas primero en Cuba (1823-1824), donde desembarcó en La Habana el 1 de julio de 1827 y luego también fue médico en una plantación de café, y luego en Pensilvania en EE.UU (1824-1826 en Center County, Susquehenna Bottoms). En 1825, 25.000 plantas secas de Poeppig llegaron a Leipzig desde Cuba y Estados Unidos. Poco se sabe de este tramo del viaje, porque la gran descripción del viaje de Poeppig solo comienza con la llegada a América del Sur, esa parte del viaje que él veía como el destino real del viaje.

#### Chile (1827-1829)
Poeppig salió de Baltimore en noviembre de 1826 y cruzó el Atlántico en un barco mercante, circunnavegó el Cabo de Hornos y, después de 109 días de viaje por mar, desembarcó en Valparaíso en marzo de 1827. Frente a la Patagonia, entonces todavía territorio indígena, habían navegado cerca de la costa. Poeppig luego describió el país, que había visto pero nunca puesto un pie, en un extenso artículo, una de las primeras descripciones científicas de la Patagonia (artículo titulado Patagonia en Ersch/Gruber Vol. 40, 1840).
Poeppig investigó la flora de alta montaña de los Andes (incluida la descripción de la Araucaria y la primera ascensión del volcán Antuco), y en particular la región del Bio-Bio. El sur de Chile era un territorio ferozmente disputado y dominado en gran parte por los araucanos. Poeppig sobrevivió ileso al encuentro con los indios pehuenches, que constantemente participaban en una pequeña guerra contra los blancos. A principios de 1828, sin embargo, sufrió un accidente al cabalgar por un arroyo al cruzar los Andes (hacia Argentina), perdió libros, instrumentos y partes de su colección, pero pudo salvar su vida.

#### Perú (1829–1831)
En mayo de 1829, Poeppig llegó por barco a Callao y Lima, Perú, donde trabajaría durante los siguientes dos años. Atravesó el desierto costero y andino y vivió en Pampayaco (vertiente este) en las cabeceras del Huallaga desde julio de 1829 hasta abril de 1830. Llevó "casi una vida de Robinson" (según el obituario) en una cabaña construida por él mismo en la selva tropical. Poco antes de la Navidad de 1829, recibió una mordedura de serpiente que puso en peligro su vida, los indios lo abandonaron, escribió su testamento, pero se recuperó después de cuatro semanas. La descripción de este accidente por parte de un médico y zoólogo es uno de los aspectos más destacados de su cuaderno de viaje.

#### Brasil (1831–1832)
Las principales áreas de recolección de Poeppig en la Amazonía fueron las selvas tropicales de la cuenca del río Huallaga, es decir, las provincias de Mayna en la vertiente oriental de los Andes en Perú (una antigua área de misión jesuítica) y el alto Amazonas alrededor de Ega (hoy Tefé) en Brasil. Poeppig también coleccionó objetos de tribus que ya no existen (por ejemplo, Yameo, Urarina, hoy en el Museo Etnológico de Dresde). La última parte del viaje por la parte baja del Amazonas se tomó el aspecto de una fuga, ya que Poeppig no quería caer en manos de insurgentes y merodeadores; los disturbios que comenzaron en 1831 y se extendieron contra el rey Pedro I y juzgaron al gobierno central, anunciando el gran levantamiento de Cabanagem, que también debería traer grandes pérdidas a Johann Natterer. Poeppig tuvo pocas oportunidades de cobrar. En abril de 1832 llegó a Pará (Belém), salió de América el 7 de agosto de 1832 y desembarcó en Amberes en octubre, el mismo mes en que estaba de regreso en Leipzig.

## Obras
- Fragmentum synopseos plantarum phanerogamarum, 1833
- Selbstanzeige der Reisebeschreibung in Blätter für literarische Unterhaltung, 1835
- Reise in Chile, Peru und auf dem Amazonenstrome während der Jahre 1827-1832 1827-1832, 1834-1836
- Nova genera ac species plantarum quas in regno chilensi, peruviano et in terra amazonica (en colaboración con Stephan Ladislaus Endlicher)
- Ueber alte und neue handelswege nach der westküste Amerikas, 1838
- Un testigo en la alborada de Chile en línea
- Landschaftliche Ansichten und erlauternde Darstellungen ( Vistas panorámicas y sus puntos de vista), 1839

## Honores

### Epónimos
Género
- Poeppigia C.Presl (Caesalpinioideae - Caesalpinieae) le fue dedicado.[1] Además de diversas especies: unas dieciocho en la flora de Chile, y además 190 más

- La abreviatura «Poepp.» se emplea para indicar a Eduard Friedrich Poeppig como autoridad en la descripción y clasificación científica de los vegetales.[2]

## Abreviatura (zoología)
La abreviatura Poeppig  se emplea para indicar a Eduard Friedrich Poeppig como autoridad en la descripción y taxonomía en zoología.

- Flora de Chile, Marticorena C & R Rodríguez (eds.) vol. I, Universidad de Concepción, Chile. ISBN 956-227-112-9